# 石硤尾官立小學
石硤尾官立小學（英語：Shek Kip Mei Government Primary School）建校於1959年，是一間政府開辦的男女子小學，辦學宗旨是為區內貧窮的居民子弟服務。開校時，有分上午校和下午校。當時，除了聖公會聖多馬小學、聖方濟各英文小學外，石硤尾官立小學是石硤尾內第三間擁有標準校舍的小學。由於當時無書可讀的小孩實在太多，校董會決定以抽籤形式以取得入學資格，但因年齡分配不平均，於是導致出現了每級班別數目不均等的情況。後來由於時代的變遷，該校能收的學生漸漸減少，於是下午校於1977年倒閉，上午校也未能避過倒閉的命運，於1980年停辦。

## 大事年表
- 註：雖然有分上午校和下午校，但是屬於同一個校董會管理，所以有不少政策會一併實施。

### 1959年
- 石硤尾官立小學開校，上午校的校長是梁浩然，下午校的校長是翟德成。

### 1960年
- 上午校第一次参加小學會考，以決定獲派的中學。

### 1961年
- 小學會考改為升中試。下午校第一次參與全港性的考試。

### 1963年
- 開學（9月1日）時正值颱風溫黛襲港，學校校舍被徵用作安置災民，所以上下午校均停課一星期，直至9月10日才開學。校董會決定讓上下午校的六年級學生在聖誕節補課五天，以追回那段時間的損失。
- 同年下午校校長由王明珠校長接任、上午校校長則由劉英漢校長接任。

### 1965年
- 上午校的六年級學生畢業，是該校第一批完成六年小學課程的學生。

### 1966年
- 為了配合政府推行小學改制，該校為上下午校小六畢業生開辦特別中一班。特別中一班試行了一年後，就在社會的反對聲音下取消了。

### 1970年
- 上午校的劉英漢校長退休，由劉兆福校長接任（是上午校第三任校長）。

### 1971年
- 六年的免費小學教育開始在本港實施。

### 1974年
- 上午校的劉兆福校長退休，由戴中岳校長接任（是上午校第四任校長）。

### 1976年
- 校董會宣佈上午校的戴中岳校長退休，由黎鑑仟校長接任（是上午校第五任校長）。三天之後，校董會突然宣佈下午校的王明珠校長會一同退休，由黎鑑仟校長即時兼掌下午校(是下午校的第三任校長）。
- 同年的9月，上下午校均開始出現收生不足的情況，校董會要求減班裁員。

### 1977年
- 下午校的最後一屆畢業生（即第十八屆）畢業，石硤尾官立小學下午校於7月正式倒閉，學生轉讀上午校。

### 1978年
- 政府宣佈9年免費教育正式實施，升中試被廢除。在1977年12月舉行第一屆學能測試，以取代升中試。這次，是該校參加全港性考試這麼多年來，成績有史以來最差的一次。
- 因為下午校已經倒閉，所以校董會決定將校名正式轉為「石硤尾官立小學」。

### 1980年
- 該年的六年級學生（也就是最後一屆畢業生）於1980年正式畢業，隨之石硤尾官立小學正式倒閉。

## 分班
- 上下午校都是跟該年的入學人數而決定分多少班，不變的是每班人數有大約40-45人。

### 開校初期
上下午校各有二十四班，分別是：小一有八班、小二有六班、小三有四班，而小四至小六則每級各有兩班。

### 1965 - 1975年
上午校的小一班別數目減一班至七班。

### 1976 - 1980年
於1976年開始收生不足，導致在1977年下午校倒閉，上午校也只有四至六年級的學生，每級各有四班。

## 校址用途
- 石硤尾官立小學位於石硤尾南昌街221號[2]，倒閉後先後借絡聖芳濟各書院（1977 - 1997）、聖方濟愛德小學（1999 - 2009）以及基督教香港信義會深信學校 第二校舍(2018 - 2027)。

## 校友
- 香港演員張家輝（1977年上午校）為此校校友，香港經濟日報集團前董事總經理兼執行董事/社長麥華章亦是校友之一[3]。
- 校友們經常開辦「師生大會」，常常在一起聚舊，經常在報章上見到他們的影子。[4][5]